# Claritromicina
Claritromicina é um macrólido semissintético que tem como objetivo tratar infecções bacterianas de acordo com seus espectros de ação (gram positivos e atípicos). É usada para tratar infecções envolvendo pele, orelha, seios paranasais e pulmões, entre outros. Recomendada como primeira escolha para pneumonia com escore PORT até grau II, sem necessidade de associações.
A claritromicina é rapidamente absorvida pelo trato gastro intestinal após administração oral, porém o metabolismo de primeira passagem diminui sua biodisponibilidade para 50-55%. São obtidas concentrações máximas em aproximadamente 2 h após a administração do fármaco. Ela pode ser administrada com ou sem alimento, porém a forma de liberação prolongada, tipicamente dada 1 vez/dia em uma dose de 1 g, deve ser administrada com alimento para melhorar sua biodisponibilidade.

## Precauções
- Pode não estar aconselhada a mulheres grávidas e a amamentar
- Evitar no caso de problemas renais e hepáticos graves
- Cardiopatas, especialmente com doença arterial coronariana, devem evitar seu uso[1]
- Evitar em caso de alergia à claritromicina

## Efeitos adversos
Os efeitos adversos mais comuns são as perturbações do aparelho gastrointestinal e incluem náuseas, vómitos e diarreia. Em casos mais graves pode ocorrer dor abdominal e inchaço facial.